# Wolos NPS
Wolos NPS (nowogr. Βόλος Ν.Π.Σ.), właśc. Podosferiki Anonimos Eteria Wolos Neos Podosferikos Silogos (nowogr. Ποδοσφαιρική Ανώνυμος Εταιρεία Βόλος Νέος Ποδοσφαιρικός Σύλλογος) – grecki klub piłkarski, mający siedzibę w mieście Wolos w środkowej części kraju. Obecnie występuje w Superleague Ellada.

## Historia
Chronologia nazw:
- 2017: PAE Wolos NPS (gr. Π.Α.Ε. Βόλος Ν.Π.Σ.)

Klub piłkarski Wolos NPS został założony w miejscowości Wolos 2 czerwca 2017 roku na bazie klubu Pydna Kitros. Na początku trwały rozmowy o stworzeniu silnego klubu piłkarskiego w mieście przez połączenie dwóch najstarszych klubów piłkarskich w Wolosie (Niki Wolos i Olympiakos Wolos). Po latach nieudanych wysiłków i negocjacji, wreszcie w kwietniu 2017 roku dzięki staraniom burmistrza Achilleasa Beosa podpisano umowę z klubem Pydna Kitros o rozwiązaniu klubu i utworzeniu nowego klubu piłkarskiego w mieście. Zespół zajął miejsce Pydna Kitros w Gamma Ethniki (D3) w sezonie 2017/18. Po zajęciu pierwszego miejsca w grupie 4, potem wywalczył drugą lokatę w grupie 1 promocji play-off i awansował do Futbol Liuk (D2). W następnym sezonie 2018/19 zwyciężył w lidze i został promowany do Superleague Ellada.

## Barwy klubowe, strój
| Niebieski | Czerwony |

Klub ma barwy niebiesko-czerwone. Zawodnicy domowe spotkania zazwyczaj grają w koszulkach z rozciągniętą na całym torsie biało-czerwoną szachownicę, niebieskich spodenkach oraz pasiastych niebiesko-czerwonych getrach.

## Sukcesy

### Trofea międzynarodowe
Nie uczestniczył w rozgrywkach europejskich (stan na 31-05-2019).

### Trofea krajowe
| \| \| Zdobyte trofea w rozgrywkach Grecji (stan na: 31-05-2019) \| |                                                           |      |          |
| Rozgrywki                                                          | Osiągnięcie                                               | Razy | Sezon(y) |
| · Mistrzostwo                                                      | I miejsce                                                 | 0    |          |
| · Mistrzostwo                                                      | II miejsce                                                | 0    |          |
| · Mistrzostwo                                                      | III miejsce                                               | 0    |          |
| · Mistrzostwo                                                      | ?.miejsce                                                 | 1    | 2019/20  |
| Puchar                                                             | zdobywca                                                  | 0    |          |
| Puchar                                                             | finalista                                                 | 0    |          |
| Puchar                                                             | runda grupowa                                             | 1    | 2018/19  |
| II liga                                                            | I miejsce                                                 | 0    |          |
| II liga                                                            | II miejsce                                                | 1    | 2018/19  |
| II liga                                                            | III miejsce                                               | 0    |          |
| Grecja                                                             | Zdobyte trofea w rozgrywkach Grecji (stan na: 31-05-2019) |      |          |

- Gamma Ethniki (D3):
  - wicemistrz (1x): 2017/18 (gr.1 play-off)

## Poszczególne sezony

### Rozgrywki krajowe
| \| Grecja \| Bilans występów klubu w rozgrywkach piłkarskich Grecji (Stan na 31 maja 2019 r.) \| \| |                                                                                  |        |       |   |   |   |    |    |     |         |        |        |       |
| Poziom                                                                                              | Rozgrywki                                                                        | Sezony | Mecze | Z | R | P | B+ | B– | Pkt | Lata    | Awanse | Spadki | Naj.  |
| I                                                                                                   | Superleague Ellada                                                               | 0      |       |   |   |   |    |    |     | od 2019 | 0      | 0      | ?     |
| II                                                                                                  | Futbol Liuk                                                                      | 1      |       |   |   |   |    |    |     | 2018/19 | 1      | 0      | 1     |
| III                                                                                                 | Gamma Ethniki                                                                    | 1      |       |   |   |   |    |    |     | 2017/18 | 1      | 0      | 1     |
| | Puchar                                                                           |        |       |   |   |   |    |    |     | od 2018 |        |        | r.gr. |
| Grecja                                                                                              | Bilans występów klubu w rozgrywkach piłkarskich Grecji (Stan na 31 maja 2019 r.) |        |       |   |   |   |    |    |     |         |        |        |       |

## Struktura klubu

### Stadion
Klub piłkarski rozgrywa swoje mecze domowe na Stadion Panthessaliko w mieście Wolos, który może pomieścić 22700 widzów.

### Inne sekcje
Klub prowadzi drużyny dla dzieci i młodzieży w każdym wieku.

### Sponsorzy
- na koszulkach: EBOL
- odzieży sportowej: Luanvi
- Złoty Sponsor: INTERKAT

## Kibice i rywalizacja z innymi klubami

### Derby
- Niki Wolos
- Olympiakos Wolos